# 早稲田
早稲田（わせだ）は、東京都新宿区の広域地名。

## 範囲
- 西早稲田
- 早稲田町
- 早稲田南町
- 早稲田鶴巻町
- 戸塚
- 馬場下町
- 戸山
- 喜久井町
- 原町
- 弁天町

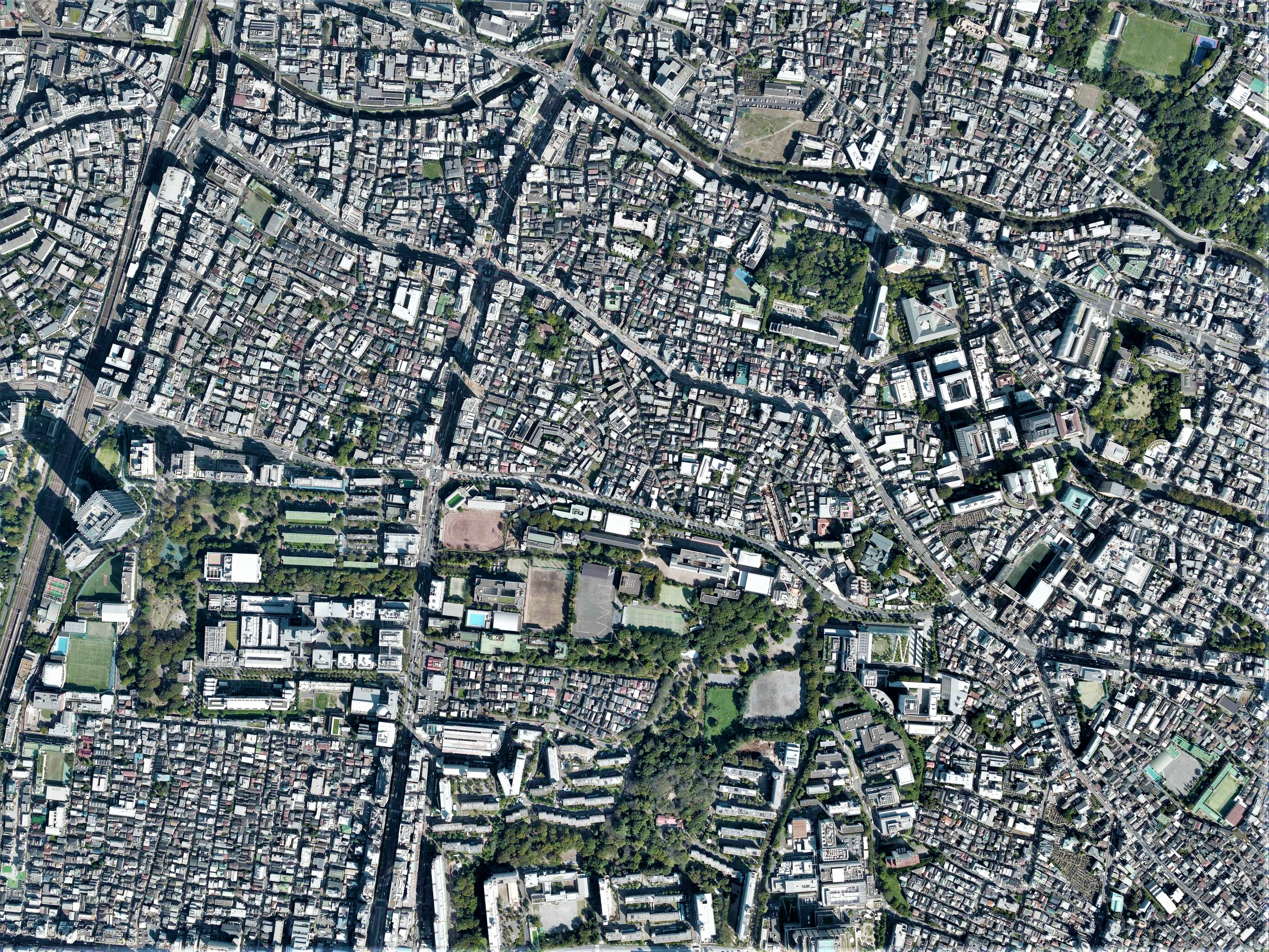
早稲田地域の空中写真（2019年）

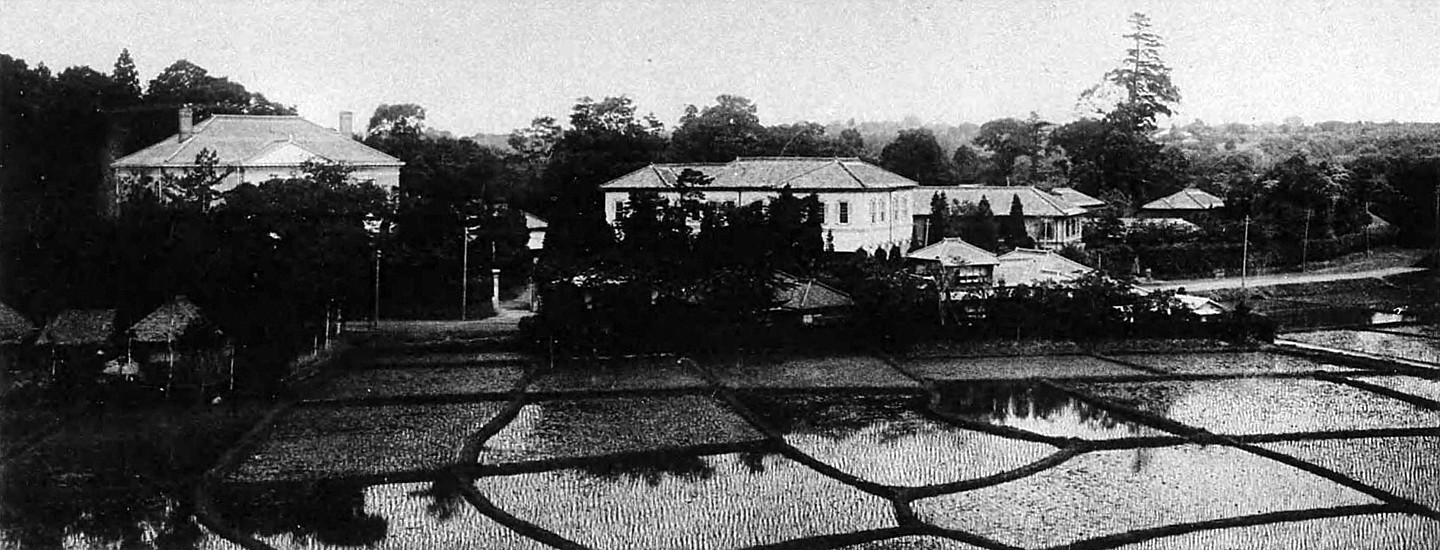
1890年頃の東京専門学校

早稲田の地域は、古くは牛込村に属しており江戸牛込村字早稲田であったが、江戸時代初期には、別村になり「早稲田村」と呼ばれるようになった。1868年（慶応4年、明治元年）、東京府の設置により、南豊島郡牛込早稲田村となった。1878年（明治11年）、郡区町村編制法により東京府牛込区が発足し、早稲田村は牛込区に所属することになった。さらに、1889年（明治22年）、市制、町村制の施行に伴う東京市の設置により、東京市牛込区は、南豊島郡牛込早稲田村を編入した。 1943年（昭和18年）、東京都制施行により、早稲田は東京都牛込区早稲田町、牛込区早稲田鶴巻町等となった。
古くは水田が大部分を占める農村地帯であったが、東京専門学校（後の早稲田大学）の開学に伴い学生街、文教地区へと発展していった。
現在、早稲田大学の本部キャンパス（早稲田キャンパス）・文学学術院キャンパス（戸山キャンパス）・喜久井町キャンパス、明治通りを挟み理工学術院キャンパス（西早稲田キャンパス）が所在する。早稲田キャンパスと西早稲田キャンパスの途中には学習院女子大学、北側の豊島区に日本女子大学、戸山キャンパス南側に東京女子医科大学、高田馬場駅周辺に専門学校が点在し、同地で学ぶ学生は多い。学生向けの下宿、飲食店、不動産屋、書店も多く店舗を構え、早稲田通り沿いを中心とする古書街は都内有数の規模を持つ。地場産業としては製本・印刷業が盛んであったが、現在ではその産業規模は縮小傾向にある。夏休みや春休み期間には人通りが大きく変わり、授業期間中のみ営業する飲食店も存在する。
学生間では高田馬場も含めて早稲田一帯と見なす傾向がある。
穴八幡神社は、江戸時代から流鏑馬が行われていた。現在は、10月10日に近くの戸山公園で行われている。なお、戸山公園には東京都区内の山手線内にて一番高い山である、箱根山がある。また、毎年冬至から節分にかけて『一陽来復のお守り』を求める人で混雑する。

## 交通

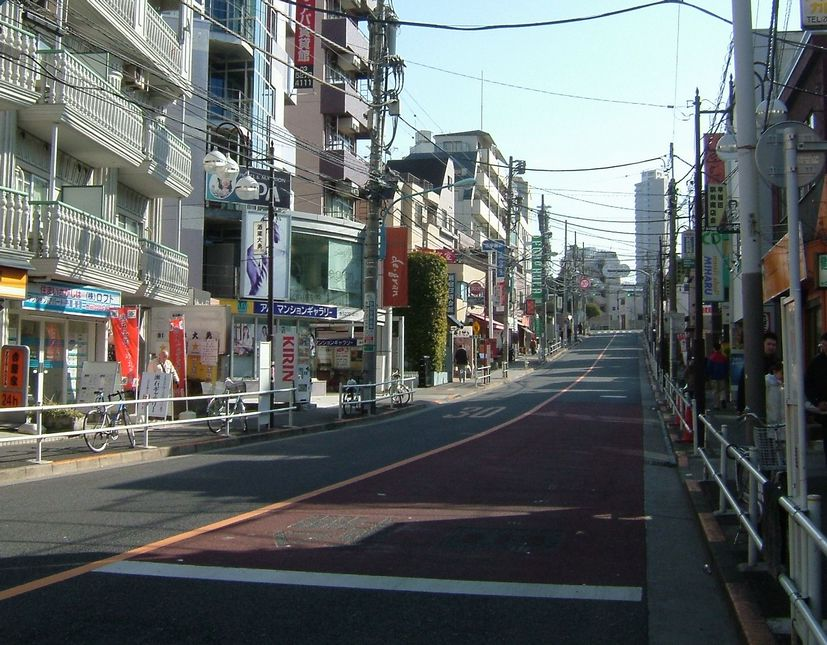
夏目坂

### 鉄道
- 東京地下鉄（東京メトロ）
  - 東西線（早稲田駅）
  - 副都心線（西早稲田駅）
- 東京都交通局
  - 都電荒川線（早稲田停留場）

### 道路
- 早稲田通り
- 早大通り
- グランド坂
- 諏訪通り
- 外苑東通り
- 新目白通り
- 夏目坂
- 箱根山通り

## 河川
- 神田川
- 蟹川（地下）

## 主な建物・施設
- 早稲田大学（早稲田キャンパス・戸山キャンパス・喜久井町キャンパス）
- 早稲田中学校・高等学校
- リーガロイヤルホテル東京
- 穴八幡神社
- 戸山公園
- 国立感染症研究所
- 甘泉園公園
- 大隈庭園
- 東京都交通局早稲田自動車営業所
- 三朝庵 - カレーうどん・カツ丼発祥の店といわれている（2018年7月31日に閉店[2]）
- 解放社本社
- 早稲田奉仕園
- アバコブライダルホール
- エジプト考古学ビル